# Collonges-la-Rouge
Collonges-la-Rouge is een gemeente in het Franse departement Corrèze (regio Nouvelle-Aquitaine). De plaats maakt deel uit van het arrondissement Brive-la-Gaillarde. Collonges-la-Rouge is lid van Les Plus Beaux Villages de France. De gemeente telde 478 inwoners op 1 januari 2022.

## Geografie
De oppervlakte van Collonges-la-Rouge bedroeg op 1 januari 2022 14,31 vierkante kilometer; de bevolkingsdichtheid was toen 33,4 inwoners per km².

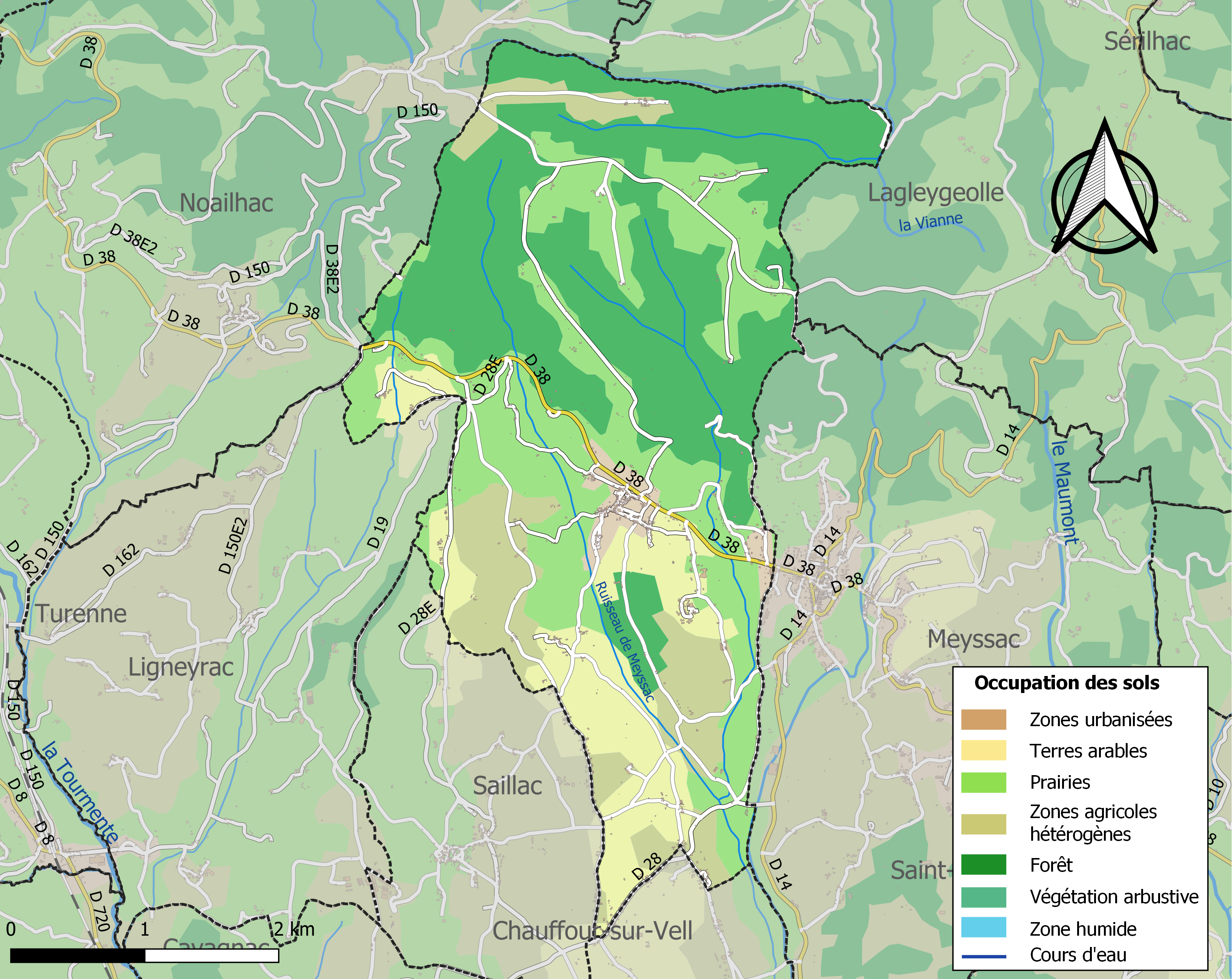
Kaart van de gemeente met de belangrijkste infrastructuur, bodemgebruik en omliggende gemeenten

## Demografie
Onderstaande figuur toont het verloop van het inwonertal (bron: INSEE-tellingen).